# Cherokee Village
Cherokee Village – miasto w Stanach Zjednoczonych, w stanie Arkansas, w hrabstwie Fulton.